# Distretto di San Bernardino
Il distretto di San Bernardino è uno dei quattro distretti  della provincia di San Pablo, in Perù. Si trova nella regione di Cajamarca e si estende su una superficie di 167,12 chilometri quadrati.

Istituito l'11 dicembre 1981, ha per capitale la città di San Bernardino; al censimento 2005 contava 4.606 abitanti.